# Dolce di giorno/Per una lira
Dolce di giorno/Per una lira è il primo singolo di Lucio Battisti, pubblicato in Italia nel 1966.

## Descrizione

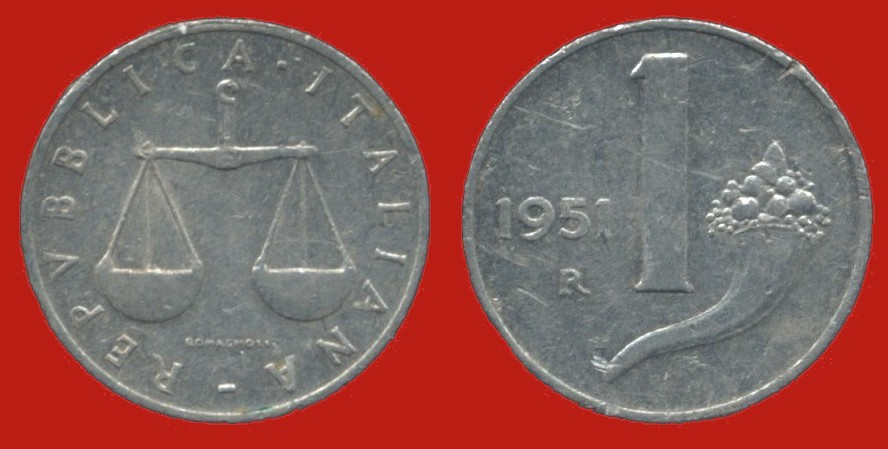
La moneta da una lira, in corso dal 1951

Fino a quel periodo Battisti aveva scritto già alcune canzoni come autore, ma non aveva ancora debuttato come interprete per via della difficoltà ad essere accettato dai discografici, che lo consideravano stonato e afono. Mogol però volle andare fino in fondo e minacciò le proprie dimissioni, così la Ricordi acconsentì a pubblicare questo disco.
Entrambi i brani furono registrati in versione stereofonica, ma vennero pubblicati nel disco in versione monofonica.
La copertina del disco raffigura Lucio Battisti di spalle, abbracciato ad una ragazza; in grande campeggia una moneta da una lira (dal lato della cornucopia).
Secondo una stima della casa discografica, delle circa 1000 copie edite ne furono vendute solo 520. Proprio a causa dello scarso successo il disco è uno dei pezzi più ambiti tra i collezionisti. Nel 1999, alla fiera dell'elettronica di Forlì venne valutato con un valore di un milione di lire.
Nel 1977 venne pubblicata una ristampa del singolo come allegato di Tutto (una rivista musicale mensile della stessa casa editrice di TV Sorrisi e canzoni).

## I brani

### Dolce di giorno
Dolce di giorno era già stata interpretata dai Dik Dik ad aprile come retro di Sognando la california, e la base utilizzata da Battisti è la stessa di quella del gruppo milanese.
La versione stereofonica di Dolce di giorno sarà pubblicata nel 1970 negli album Lucio Battisti Vol. 2 ed' Emozioni.
Ne è stata eseguita una cover all'interno della trasmissione televisiva Non è la RAI, eseguita dalla cantante Antonella Tersigni e interpretata sul palco da Ilaria Galassi, successivamente inserita nella compilation Non è la Rai (1993)

### Per una lira
Per una lira venne incisa dai Ribelli a luglio dello stesso anno.
Nonostante lo scarso successo del singolo, questo brano si fece conoscere tra i colleghi e gli addetti ai lavori come fortemente innovativo.
Per l'album Lucio Battisti del 1969 l'artista di Poggio Bustone ne incise una nuova versione..
La versione del 1966 è stata pubblicata per la prima volta in versione stereofonica nel cofanetto Battisti - Note e non note - Volume 1 il 28 maggio 2013. In precedenza, la versione stereofonica era inedita, mentre la versione monofonica era praticamente introvabile, in quanto era reperibile solo nel raro 45 giri originale e nella ristampa del singolo come allegato di Tutto del 1977 e non era mai stata ripubblicata in alcuna raccolta o compilation (per le quali era stata sempre usata la versione del 1969).
La versione inedita di Per una lira viene pubblicata in una raccolta di rarità e b sides per la prima volta in un unico album Lucio Battisti - Rarities il 25 settembre 2020.

## Musicisti
- Lucio Battisti - chitarra e voce
- Damiano Dattoli - basso

I Dik Dik:
- Sergio Panno - batteria
- Pietruccio Montalbetti - chitarra, armonica a bocca
- Erminio Salvaderi - chitarra e voce
- Giancarlo Sbriziolo detto Lallo - voce
- Mario Totaro - organo

## Brani
Testi di Mogol, musiche di Lucio Battisti e Renato Angiolini; edizioni musicali Les Copains.
Lato A
1. Dolce di giorno – 2:39

Lato B
1. Per una lira – 2:18